# Ligier JS P3
Chronologie des modèles
Ligier JS P320
La Ligier JS P3 est une voiture de course conçue et développée en 2015 par Onroak Automotive pour courir dans la catégorie Le Mans Prototype.

## Aspects techniques

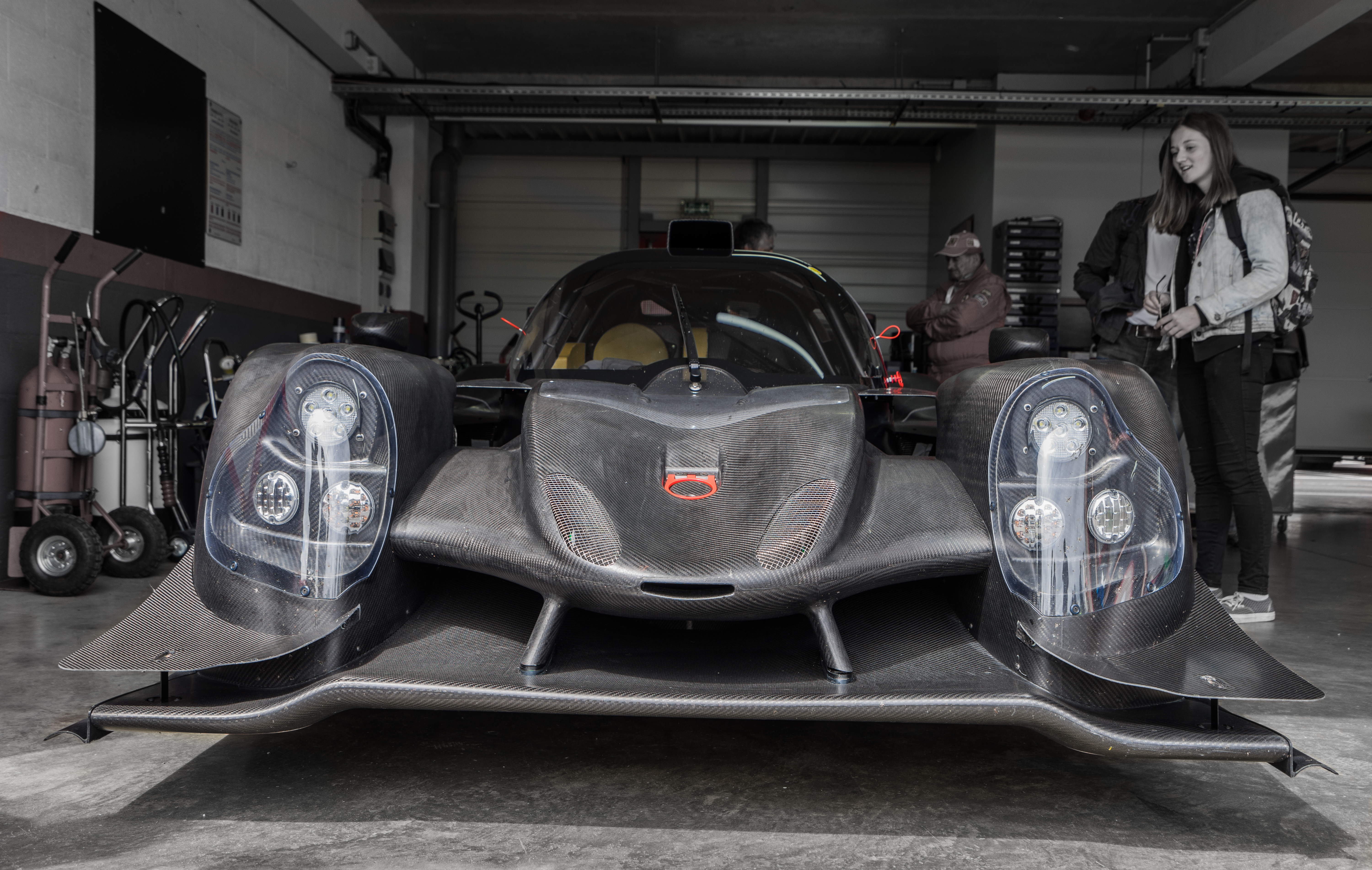
Ligier JS P3

Différents partenaires ont œuvré dans le développement de la Ligier JS P3. Avec le Bureau d’Etudes d’Onroak Automotive, nous retrouvons les sociétés HP Composites, pour la partie carbone, la société Exa pour la CFD et Stand 21.

La Ligier JS P3 a pu tirer pleinement profit, notamment sur le plan aérodynamique, du sport-prototype précédent du constructeur, la Ligier JS P2. En effet les données et connaissances acquises avec la Ligier JS P2, qui avait bénéficié de validations successives liées aux calculs de CFD, tests en soufflerie et corrélations sur la piste, ont été transposées. L’intégration d’un maximum de principes aérodynamiques qui font la force de cette Ligier JS P2 et une optimisation en CFD, en collaboration avec la société EXA, a permis de proposer une voiture performante et aboutie.

Nissan, également le motoriste des JS P2 a poursuit sa collaboration avec Onroak Automotive.

## Histoire en compétition

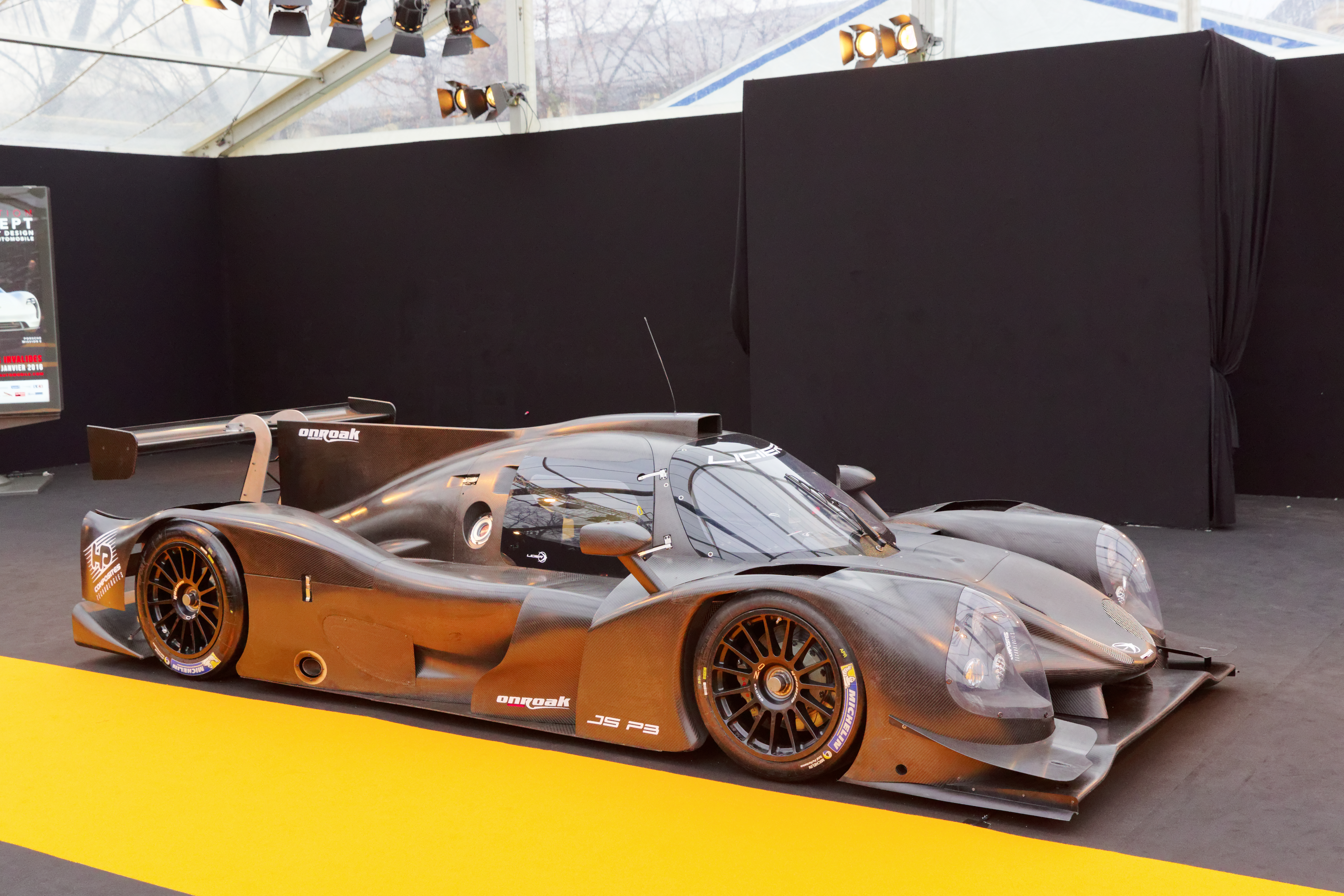
Prototype Ligier JS P3 - 003

Guy Ligier, fondateur de la marque Ligier, et Jacques Nicolet, Président d’Onroak Automotive, ont dévoilé La Ligier JS P3 au public, le 11 juin 2015 au cœur du paddock des 24 Heures du Mans. 90 Châssis Ligier JS P3 ont été construits et livrés entre juin 2015 et juin 2017,.
Les performances de la voiture font qu'elle est un succès à travers le développement de la catégorie LMP3 à travers le monde. Nous la retrouvons en effet en European LeMans Série, en Asian LeMans Série, en IMSA, en VdeV, en Michelin LeMans Cup, etc.

## Écuries
Liste des écuries disposant d'au moins un châssis :
- Asian Le Mans Series :
  -  G-Print by Triple 1 Racing
  -  Jackie Chan DC Racing[5]
  -  KCMG[6]
  -  Taiwan Beer GH Motorsport
  -  Viper Niza Racing (en)
  -  Wineurasia
  -  WIN Motorsport[7],[8]
- European Le Mans Series :
  -  360 Racing
  -  AT Racing
  -  BHK Motorsport
  -  Cool Racing by GPC
  -  Duqueine Engineering [9]
  -  Eurointernational[10]
  -  Graff Racing
  -  Inter Europol Competition
  -  Murphy Prototypes
  -  M.Racing - YMR
  -  Oak Racing
  -  Panis-Barthez Compétition
  -  Race Performance
  -  RLR Msport[11]
  -  Speed Factory Racing
  -  Tockwith Motorsports
  -  Ultimate[12]
  -  United Autosports [13].
  -  Villorba Corse

- Michelin Le Mans Cup :

- Championnat VdeV :
  -  Wintec Racing[14],[15]
- IMSA Prototype Challenge[16] :
  -  American Spirit Racing[17],[18]
  -  ANSA Motorsports[19]